# Дугорепа сеница
Дугорепа сеница (лат. Aegithalos caudatus) врста је птице из реда птица певачица. Честа је птица у већем делу Европе и Азије.

## Опис
Дугорепа сеница је мала птица са дужином тела од 13 до 15 cm, где од укупне дужине тела више од половине отпада на реп (7—9 cm). Распон крила може ићи и до 18 cm. На овој птици генерално преовлађује пепељаста боја са више или мање примеса розе. На крилима, глави и репу има црне шаре. Тело је заобљено са малом глаавом на којој се налази мали, скоро троугласти, кљун. Мужјаци и женке су слични по изгледу, а младе јединке заврше свој процес митарења пре прве зиме.

### Вокализација
Оглашавање представља значајно помагало за идентификацију ових птица. Када су у јату, дугорепе сенице испуштају константна дозивања и често се прво чују пре него што се виде. Имају три различита цвркута — високи „пит”, троструки цвркут „ииз-ииз-ииз”, и клепетави „шнуур”. Оглашавање постаје гласније и брже када птице прелазе отворено подручје или када се јединка одвоји од групе.

## Таксономија и систематика
Дугорепу синицу је описао шведски природњак Карл Лине 1758. године у десетом издању свог Systema Naturae под биномским именом Parus caudatus. Епитет caudatus представља латинску реч за „репату”. Лине није измислио ово латинско име, већ су Parus caudatus користили ранији аутори као што су швајцарски природњак Конрад Геснер 1555. године, затим италијански природњак Улисе Алдрованди 1599. године, као и енглески орнитолог Френсис Вилби 1676.
Дугорепа сеница је прво класификована као права сеница и део групе Parus. Parus се од тада одвојио од Aegithalidae, при чему је ова друга постала засебна породица која садржи три рода:
- , пет врста укључујући A. caudatus,
- , монотип,
- , монотип.

Дугорепа сеница је једини представник породице Aegithalidae у северној Евроазији. Дугорепа синица показује сложене глобалне варијације са 17 признатих подврста, подељених у три групе:
- — група која настањује северну Европу и Азију и има чисту белу главу
- — група која настањује јужну и западну Европу, североисточну Кину, и Јапан. Дистинкција групе A. c. rosaceus од осталих чланова групе A. c. europaeus је проблематична пошто се заснива на разликама у густини пруга на глави и количини и боји шара на доњем делу тела.
- — група која настањује медитерански део Европе и југозападну Азију.

Врста Aegithalos glaucogularis се раније сматрала конспецифичном, односно делом врсте A. caudatus, али обојеност перја је прилично дистинктна и постоје значајне генетске разлике.
Тамо где се групе преклапају у ареалу постоје бројне области у којима се могу наћи разни „хибриди”. Британска подврста A. c. rosaceus припада групи A. c. europaeus.

## Распрострањеност и станиште
Евроазијска је врста распрострањена широм умерених делова Европе и Палеарктика, на северу до бореалне Скандинавије и на југу до Медитерана. У Европи се може наћи свуда осим на крајњем северу, а у Азији у свим деловима са умереном климом до источне Кине и Јапана. Најчешћа је у листопадним и мешовитим шумама са добро развијеним слојем жбуња, преферирајући ободе шума. Може наћи и у мозаичним стаништима, воћњацима, вртовима и парковима, пустарима са раштрканим дрвећем и жбуњем, као и на обрадивим површинама и шумарцима покрај река.
Исхрана инсектима и групна потрага за храном током целе године наводи је да преферира листопадно дрвеће за станиште, типично храст, јасен и јавор, док за гнежђење бира области са жбуњем. Гнездо углавном гради у трновитом жбуњу на мање од три метра висине од земље.
- Дугорепа сеница у насељу Жанвилије у Француској
- У Ланкаширу у УК
- Дугорепа сеница у Србији
- Подврста са белом главом (Aegithalos caudatus caudatus) у јужном делу Берлина

## Понашање
Изван сезоне размножавање дугорепе сенице формирају компактна јата од шест до седамнаест птица, обично састављених од чланова породице, односно родитеља и младих из претходне сезоне, али и појединих одраслих јединки које су помогле да се подигне легло. Свако јато заузима и брани своју територију од суседних јата. Сматра се да се покретачка снага за формирање ових јата крије у лакшем преживњавању зиме, с обзиром на то да су ове птице осетљиве на хладноћу па међусобно збијање јединки из јата повећава вероватноћу преживљавања током хладних ноћи.
Од јула до фебруара, изван сезоне размножавања, дугорепе сенице формирају већа јата састављена како од породица тако и од несродних јединки, и време проводе заједно. Када сезона размножавања почне, јата се разбијају и птице крећу са припремама за размножавање формирајући моногамне парове. Мужјаци остају на територији на којој су провели зиму, док женке имају тенденцију да одлутају у суседне територије.
Парови чије гнежђење не буде успешно обично показују једну од следеће три реакције: покушају поново, напусте гнездо до краја сезоне, или помогну суседном пару са њиховим леглом. Истраживања су показала да се парови који не успеју да подигну легло деле и помажу око легла својих мушких рођака, идентификујући се притом вокализацијом. Гнезда у којима нека друга птица помаже често имају већи успех у подизању младих управо због више стопе снабдевања храном и боље одбране легла. По завршетку сезоне размножавања, током јуна и јула, птице поново формирају зимска јата на својим зимским територијама.
- Дугорепа сеница у лету у Уједињеном Краљевству
- "Мужјаци се боре за власништво над територијом. Са главе пораженог и умирућег ривала је почупано перје." (Х. Е. Хауард (1920), Territory in Bird Life, стр. 145)
- Дугорепе сенице које одмарају на врби у „анти-паралелној формацији”

### Исхрана
Дугорепа сеница је инсективор током целе године. Храни се инсектима и њиховим ларвама, превасходно зглавкарима, и преферира јаја и ларве лептира. Током јесени се повремено храни и биљном храном, као што је семење.

### Гнежђење
У већем делу свог ареала дугорепа сеница је станарица, мада су ретко забележена лутања.
Гнезди се у рано пролеће, али израду гнезда почиње још у фебруару. Гнездо прави од маховине, животињске длаке, перја, паучине и сл. Гнезда се налазе углавном у жбуњу и честа су мета предатора. У једном леглу може бити и до 15 јаја. На јајима лежи само женка док јој мужјак у том периоду доноси храну.
- Дугорепа сеница са пленом у устима
- Дугорепа сеница прави гнездо
- Aegithalos caudatus
- Младунци
- Дугорепа сеница храни своје младунце